# NPR (emittente radiofonica)
La NPR (National Public Radio) è un'organizzazione indipendente non profit comprendente oltre 1 000 stazioni radio statunitensi.

## Storia
La NPR fu creata nel 1970 dopo l'approvazione del Public Broadcasting Act del 1967, che ha istituito la Corporation for Public Broadcasting e, di conseguenza, il Public Broadcasting Service. Come l'American Public Media e la Public Radio International, la NPR produce e distribuisce informazioni e programmi culturali.
La NPR differisce dalle altre organizzazioni no-profit, come Associated Press, perché fondata da un atto del Congresso degli Stati Uniti d'America.

## NPR Music
NPR Music è un progetto di NPR lanciato nel novembre 2007 per presentare la programmazione musicale della radio pubblica e contenuti editoriali originali per la scoperta della musica. NPR Music offre podcast attuali e d'archivio, webcast di concerti dal vivo, recensioni, elenchi musicali, notizie, sessioni in studio e interviste da ascoltare da NPR e dalle stazioni radio pubbliche partner in tutto il paese, nonché un indice delle stazioni radiofoniche pubbliche di musica in streaming dal vivo su internet. Tra i blog si possono citare Monitor Mix (ora terminato) della musicista delle Sleater-Kinney Carrie Brownstein e All Songs Considered di Bob Boilen e Robin Hilton.